# Dzień królowania
Un giorno di regno, ossia il finto Stanislao, pol. Dzień królowania, albo fałszywy Stanisław – opera komiczna Giuseppe Verdiego z librettem Felice Romani na podstawie sztuki Le faux Stanislas Alexandre Vincent Pineu Duval.
Obsada:
- Belfiore, wysłannik Króla Leszczyńskiego - baryton
- Baron Kelbar - bas
- Markiza del Poggio - sopran
- Giulietta, córka barona - mezzosopran
- Edoardo, ukochany Giulietty - tenor
- La Rocca, skarbnik - bas
- Hrabia Ivrea - tenor
- Delmonte - tenor

Po umiarkowanym sukcesie opery Oberto, Conte di San Bonifacio, pierwszej opery Verdiego, kompozytor chciał stworzyć operę komiczną, która umożliwiłaby mu osiągnięcie popularności. 
Opera "Dzień królowania" została napisana w tym samym roku, w którym zmarła żona oraz dwóch synów Verdiego. Wystawiono ją w roku 1840 i przyniosła kompozytorowi największą katastrofę w całej jego karierze. Utwór zdjęto z afisza w następnym dniu, zastępując go Oberto, który utrzymał się przez 17 wieczorów.
 Verdi ujawnił jednak niektóre charakterystyczne elementy swej twórczości, takie jak osobliwe włączenie chóru w akcję opery. 
"Dzień królowania" jest interesujący szczególnie dla Polaków – opera opowiada o Stanisławie Leszczyńskim. Król ukrywa się z powodu powrotu do władzy w Polsce Augusta Mocnego. Chcąc odzyskać panowanie wysyła na przynętę francuskiego oficera do zamku Barona di Kelbar – króla Augusta II. August pragnie ożenić Francuza ze swoją córką. Kobieta ma jednak inną miłość. Podczas jednego dnia Stanisław dąży do odzyskania tronu, gdy August chce rozwiązać zaaranżowane przez siebie małżeństwo.

## Literatura
- Tysiąc i jedna opera, Piotr Kamiński. PWM Kraków, 2008